# Bambino (film)
Pour les articles homonymes, voir Guaglione (homonymie) et Bambino (homonymie).
Série
Je ne suis plus une enfant
(1958)
Pour plus de détails, voir Fiche technique et Distribution.
Bambino (Guaglione) est un musicarello melodramma strappalacrime italien de Giorgio Simonelli sorti en 1956.
C'est un film musical qui contient la chanson napolitaine homonyme écrite par Nisa (it), mise en musique par Giuseppe Fanciuli et chantée en version française par Dalida.

## Synopsis
Naples. Un garçon en dernière année de lycée tombe amoureux d'une femme mûre qui travaille dans des revues de théâtre. Pour elle, il néglige l'école, s'imaginant qu'elle est son seul amour. Pour tenter de la séduire, il va même jusqu'à s'introduire dans le bureau de son père. La situation se résout grâce à sa mère et à une amie d'école qui est amoureuse de lui. 

## Fiche technique
- Titre original italien : Guaglione[1]
- Titre français : Bambino[2]
- Réalisateur : Giorgio Simonelli
- Scénario : Titina De Filippo, Giovanni Grimaldi, Guido Malatesta
- Photographie : Alvaro Mancori
- Montage : Nino Baragli
- Musique : Franco Langella
- Décors et costumes : Piero Filippone
- Maquillage : Giovanni Ranieri
- Production : Leo Cevenini, Vittorio Martino
- Sociétés de production : Flora Film, Tai Film, Variety Film
- Pays de production :  Italie
- Langue originale : italien
- Format : Noir et blanc - Son mono - 35 mm
- Durée : 94 minutes
- Genre : Mélodrame musical
- Dates de sortie :
  - Italie : 15 décembre 1956
  - France : 19 mars 1958[2]

## Distribution
- Terence Hill (sous le nom de « Mario Girotti ») (VF : Bernard Woringer) : Franco (François en VF) Danieli
- Giulia Rubini (VF : Sophie Leclair) : Marisa (Maryse en VF) Caraccio
- Dorian Gray (VF : Claire Guibert) : Nadia Lanti
- Titina De Filippo (VF : Hélène Tossy) : Amalia, la mère de Franco
- Mariù Gleck : Tante Matilde
- Claudio Villa : Giacomo, chanteur
- Enzo Turco : Collègue de travail
- Carlo Tamberlani : le père de Marisa.
- Carlo Lombardi : Guido
- Luciana Paluzzi (sous le nom de « Luciana Paoluzzi ») : l'amie de Marisa
- Mario Ambrosino : Nicolino.
- Amedeo Girard (VF : Camille Guérini) : le père de Franco
- Tina Pica (VF : Germaine Kerjean) : Tina
- Virgilio Riento : Rocco, guitariste
- Anna Maria Luciani

## Accueil
Avec presque 5 millions d'entrées en Italie à sa sortie, le film se place 14e du box-office Italie 1956-1957.

## Suite
Une suite, Je ne suis plus une enfant (Non sono più guaglione) de Domenico Paolella, est sortie en 1958.